# Liste des personnes citées au Panthéon de Paris
Pour un article plus général, voir Panthéon (Paris).

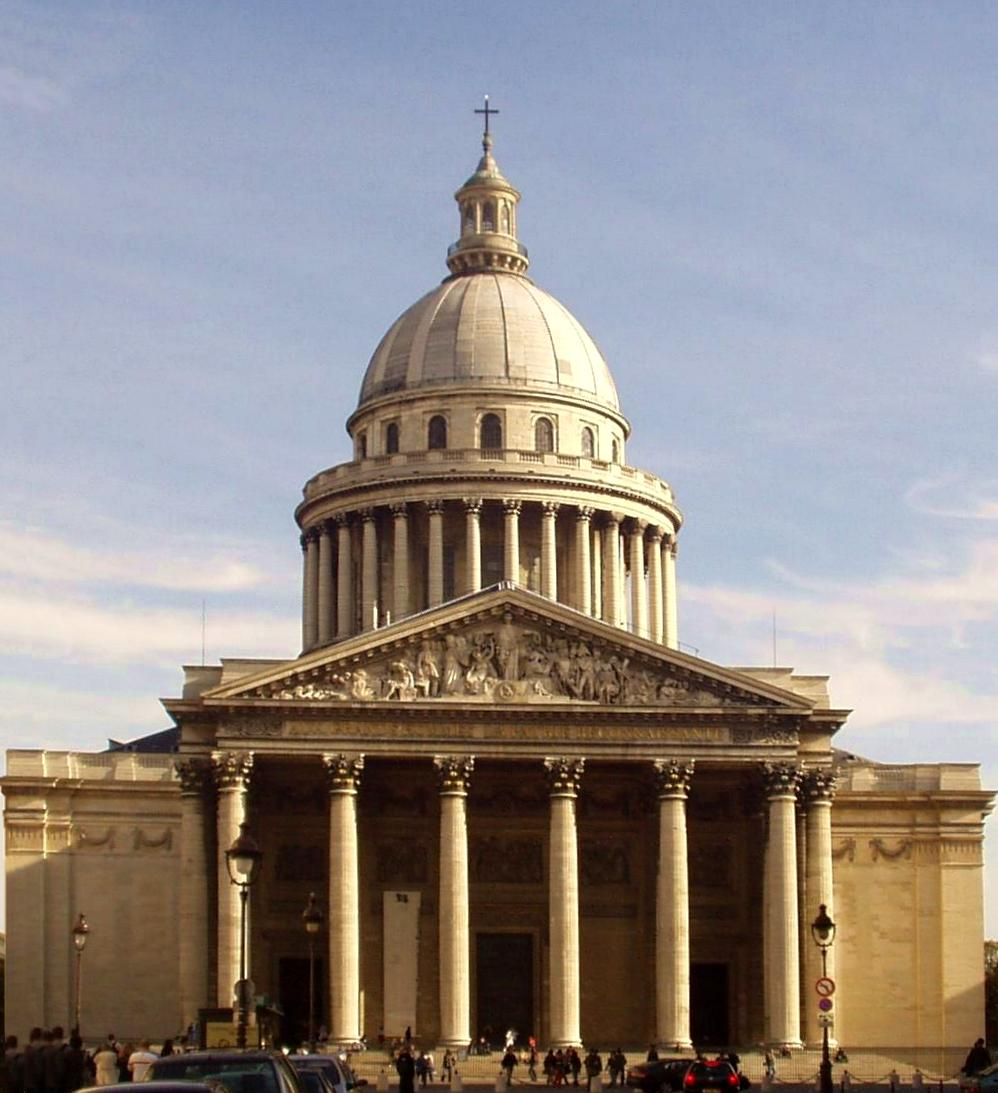
Panthéon de Paris.

Voici la liste des personnes citées au Panthéon de Paris. 

## Personnes présentes sur le fronton deDavid d'Angers

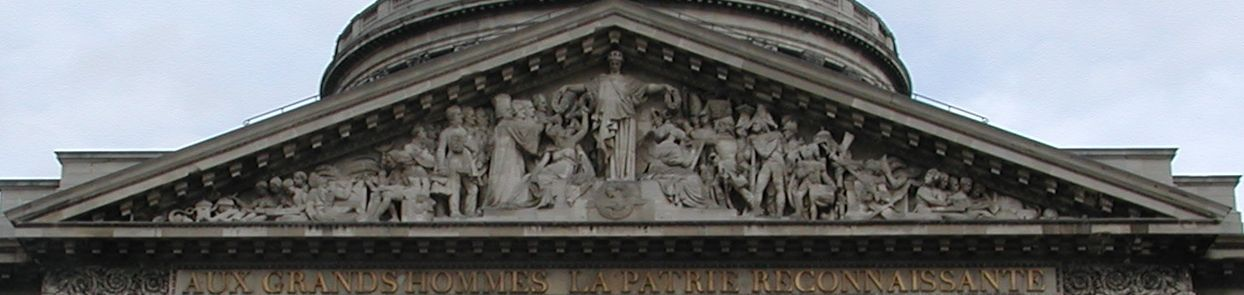
Fronton du Panthéon de Paris.

Le motif représente au centre la Patrie distribuant des couronnes aux grands hommes, entre la Liberté à sa droite qui donne les couronnes et l'Histoire à sa gauche qui inscrit sur ses tables les noms. Sont représentés :
- à droite (à gauche pour l'observateur) [1]:
  - au premier rang Malherbe, Mirabeau, Monge et Fénelon ;
  - au deuxième rang Carnot, Berthollet, Laplace ;
  - au troisième rang Louis David, Cuvier, La Fayette ;
  - assis Voltaire et Rousseau aux regards opposés ;
  - par terre Bichat.
- à gauche : groupe de soldats de toutes armes, avec, en tête, Bonaparte. On y reconnaît le grenadier Trompe-la-Mort, l'enfant qui battit la charge au pont d'Arcole et des polytechniciens.

## Écrivains morts pour la France

### Écrivains morts pendant la guerre de1914-1918

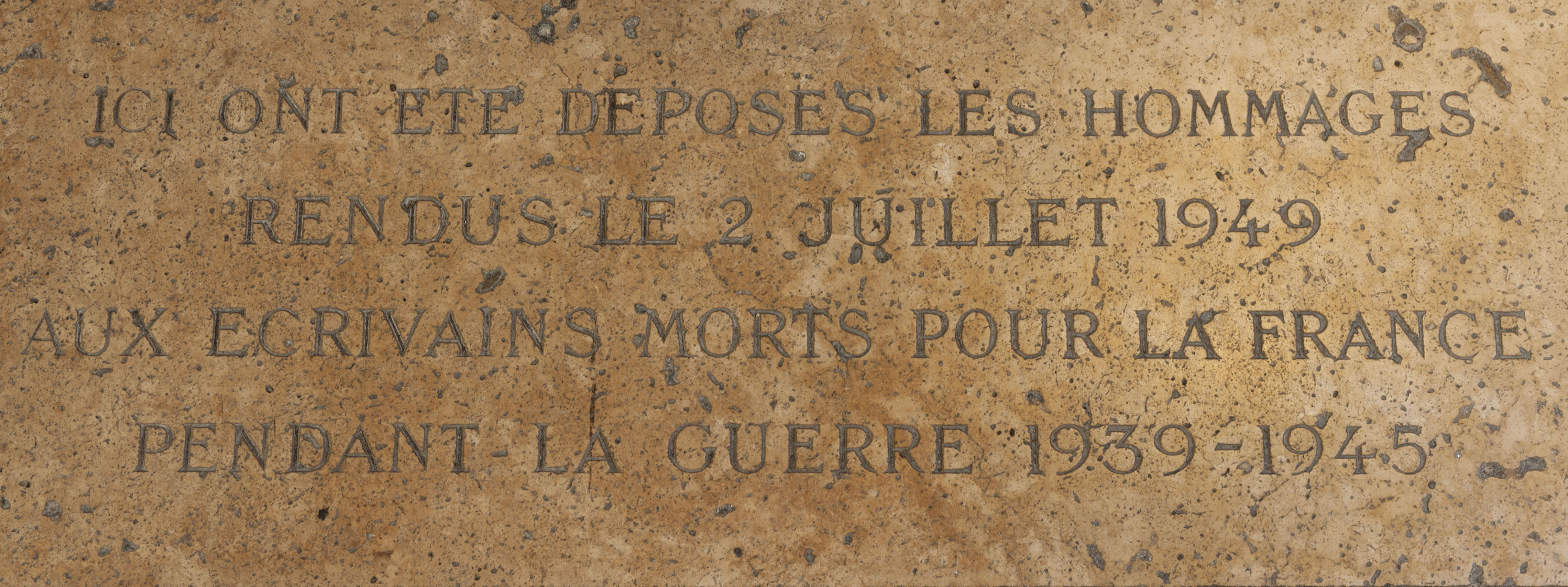

Dans la nef, sur une plaque au sol est écrit :
ICI SONT ENFERMÉS

LES HOMMAGES RENDUS

LE 15 octobre 1927

AUX ÉCRIVAINS

MORTS POUR LA FRANCE
Quatre panneaux portent le nom des 560 écrivains morts durant le conflit 1914-1918. 

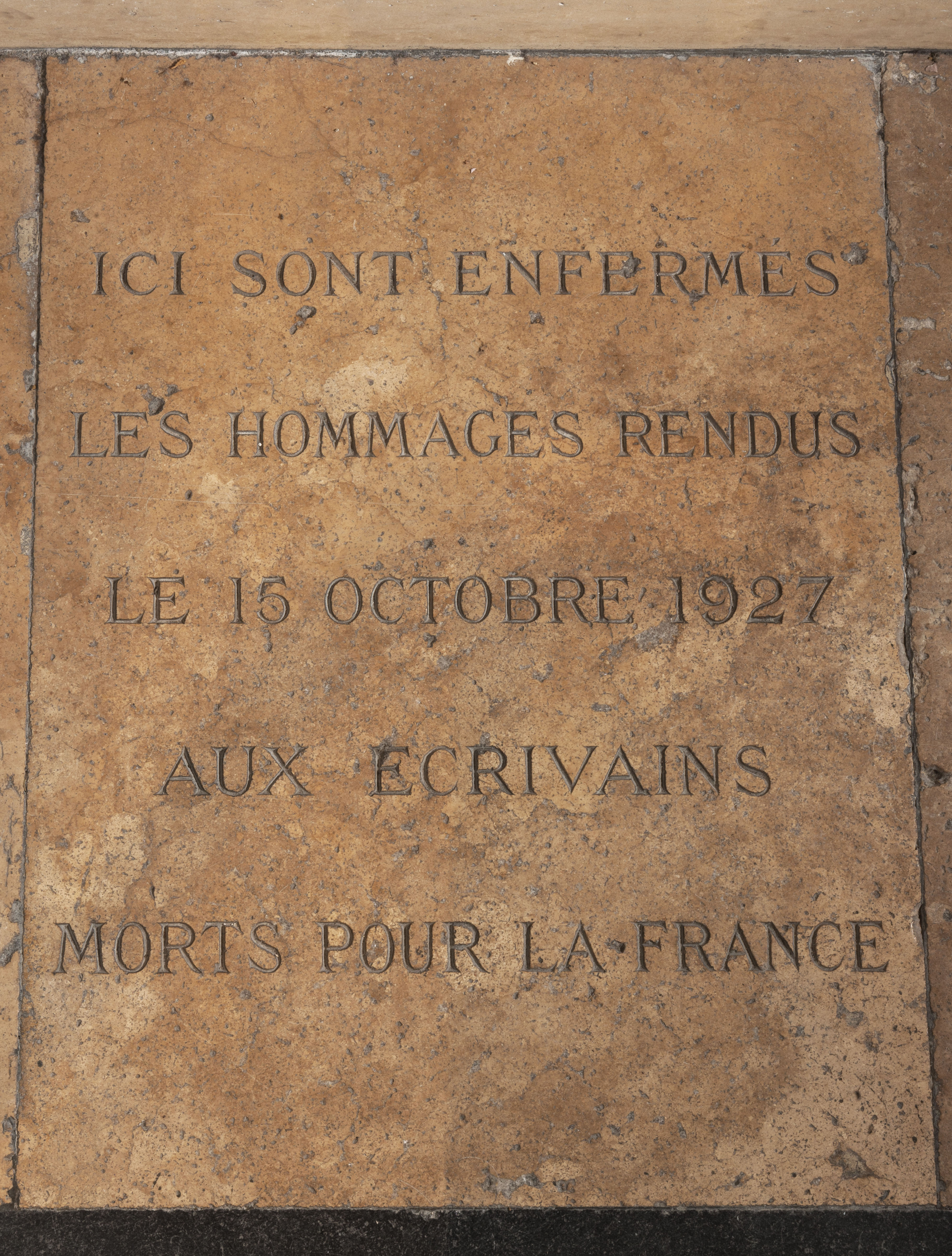
Plaque au sol.
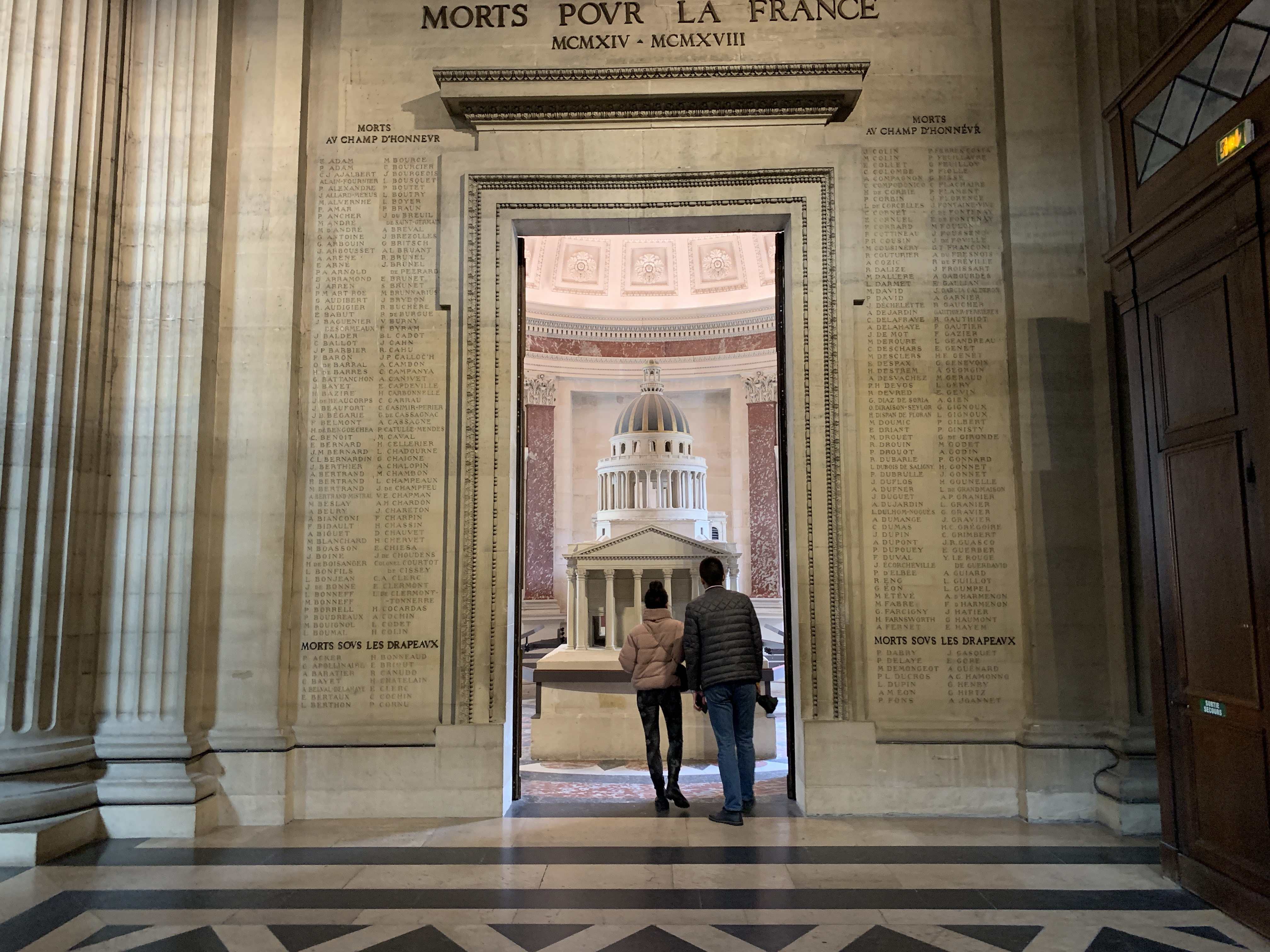
2 premiers panneaux.
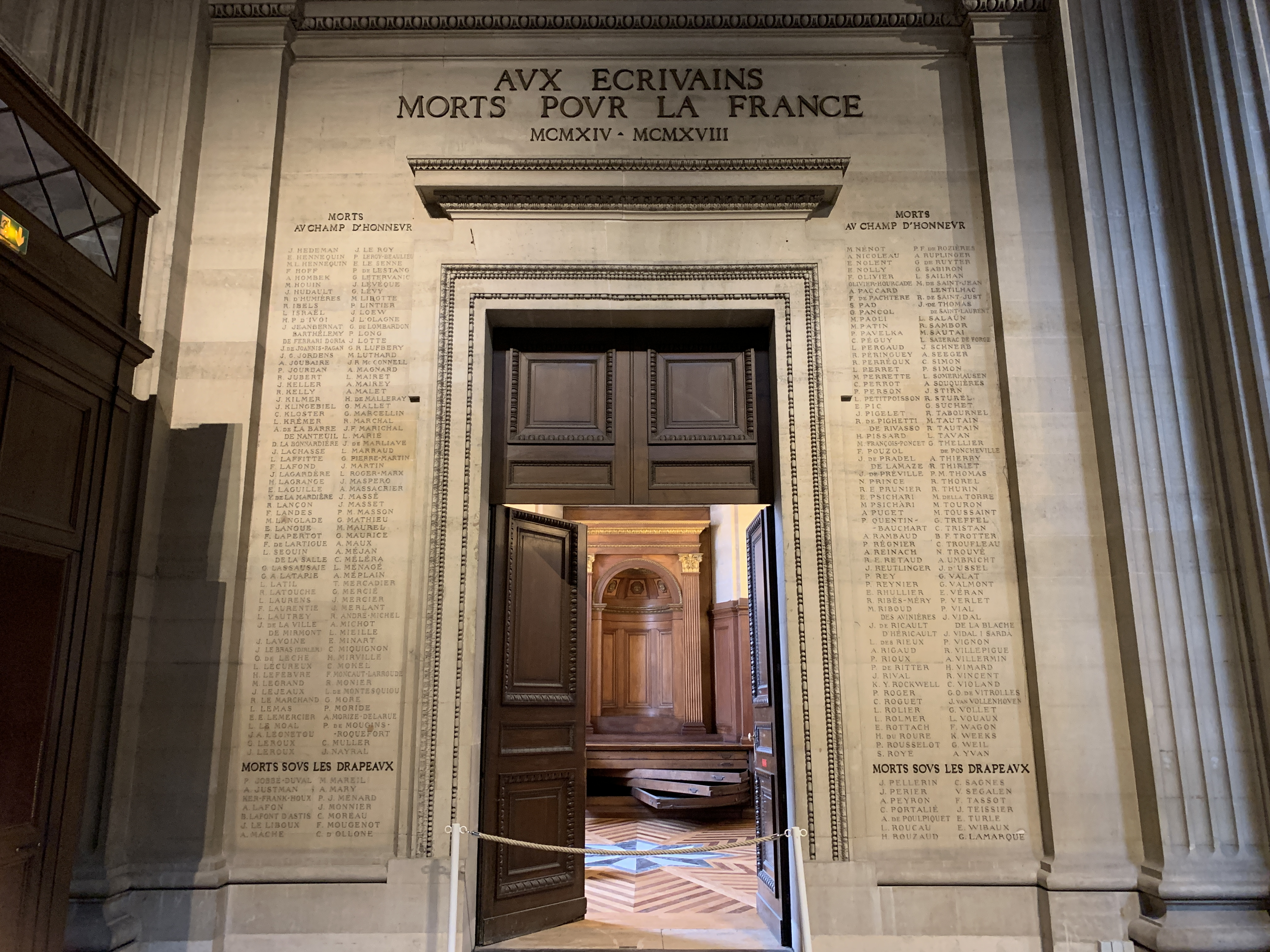
2 derniers panneaux.

#### Écrivains morts au champ d'honneur
Liste gravée au Panthéon de Paris
1. Edmond Adam
2. Pierre Eugène Adam
3. Charles-Jean Ajalbert
4. Alain-Fournier
5. Paul Alexandre
6. Jean Allard-Méeus
7. Marcel Alvernhe
8. Pierre Amar
9. Pierre Ancher
10. Marc André
11. Robert André-Michel
12. Maxime Ernest Marie Balthazar d'André
13. Georges Antoine
14. Gabriel Arbouin
15. Jean Arbousset
16. Auguste Arène
17. Émile Arné
18. Paul-Auguste Arnold
19. Dominique Arramond
20. Jules Arren
21. Patrice Mahon Art Roé
22. Georges Audibert
23. René Audigier
24. Ernest Babut
25. Jacques Baguenier Desormeaux
26. Jacques Balder
27. Charles Ballot
28. Jean-Pierre Barbier
29. François Baron
30. Octave de Barral
31. Henry de Barrès
32. Georges Battanchon
33. Jean Bayet
34. Henri Bazire
35. Jean de Beaucord
36. Jean Beaufort
37. Jean-Baptiste Bégarie
38. Ferdinand Belmont
39. Herman de Bengoechea
40. Charles Benoit
41. Édouard Bernard
42. Jean-Marc Bernard
43. Charles-Léon Bernardin
44. Joseph Berthier
45. Adrien Bertrand
46. Henri Bertrand
47. Maurice Bertrand
48. Albert Bertrand-Mistral
49. Maurice Beslay
50. André Beury
51. Antoine Bianconi
52. Fernand Bidault
53. André Biguet
54. Marcel Blanchard
55. Marc Boasson
56. Jean Boine
57. Henri de Boisanger
58. Louis Bonfils
59. Louis Bonjean
60. Joseph de Bonne
61. Léon Bonneff
62. Maurice Bonneff
63. Philippe Borrell
64. Pierre Boudreaux
65. Maurice Bouignol
66. Louis Boumal
67. Marcel Bource
68. Charles Bourcier
69. Joseph Bourgeois
70. Louis Bousquet (1879-1915)
71. Pierre Boutet
72. Léon Boutry
73. Léon Boyer
74. Pierre Braun
75. Jean du Breuil de Saint-Germain
76. André Bréval
77. Jean Brezolles
78. Gabriel Britsch
79. Aristide Bruant (capitaine)
80. Roger Brunel
81. Jacques Brunel de Peerard
82. Emmanuel Brunet
83. Sully Brunet
84. Marcel Brunnarius
85. Joseph Brydon
86. Robert Buchère
87. Richard de Burgue
88. Victor Burny
89. Léo Byram
90. Barthélémy-Louis Cadot
91. Joseph Cahn
92. Raymond Cahu
93. Jean-Pierre Calloc'h
94. André Cambon
95. Camil Campanya
96. Auguste Canivet
97. Eugène Capdeville
98. Henri Carbonnelle
99. Charles Carrau
100. Claude Casimir-Perier
101. Guy de Cassagnac
102. Albert Cassagne
103. Primice Catulle Mendès
104. Marcel Caval
105. Henry Cellerier
106. Louis Chadourne
107. Georges Chaigne
108. André Chalopin
109. Maurice Chambon
110. Louis Champeaux
111. Jacques de Champfeu
112. Victor-Emmanuel Chapman
113. Ary-Henri Chardon
114. Jean Chareton
115. Frédéric Charpin
116. Henri Chassin
117. Désiré Chauvet
118. Henri Chervet
119. Édouard Chiesa
120. Jacques de Choudens
121. colonel Courtot de Cissey
122. Charles-André Clerc
123. Émile Clermont
124. Louis de Clermont-Tonnerre
125. Henri Cocardas
126. Augustin Cochin
127. Louis Codet
128. Henri Colin
129. Jean Colin
130. Maurice Colin
131. Étienne Collet
132. Christophe Colombe
133. Auguste Compagnon
134. Charles Compodonico
135. Henri de Corbie
136. Pierre Corbin
137. Louis de Corcelles
138. Charles Cornet
139. Eugène Cornuel
140. Pierre Corrard
141. Raymond Cottineau
142. Paul-René Cousin
143. Marcel Cousinéry
144. Roger Couturier
145. Amédée Cozic
146. René Dalize
147. Maurice Dalleré
148. Louis Darmet
149. Maxime David
150. Pierre David
151. Joseph Déchelette
152. Adolphe Dejardin
153. Charles Delafraye
154. Auguste Delahaye
155. Jean Demot
156. Maurice Deroure
157. Charles Deschars
158. Maurice Desclers
159. Émile Despax
160. Hugues Destrem
161. Alexandre Desvachez
162. Prosper-Henri Devos
163. René Devred
164. Guido Diaz de Soria
165. Olivier Diraison-Seylor
166. Henri Dispan de Floran
167. Max Doumic
168. Émile Driant
169. Marcel Droüet
170. Robert Drouin
171. Paul Drouot
172. Robert Dubarle
173. Louis Dubois de Saligny
174. Paul Dubrulle
175. Jean Duflos
176. André Dufner
177. Jean Duguet
178. Antoine Dujardin
179. Louis Dulhom-Noguès
180. Albert Dumange
181. Charles Dumas
182. Jules Dupin
183. André Dupont
184. Pierre Dupouey
185. Frédéric Duval
186. Jules Écorcheville
187. Philippe d'Elbée
188. Roger Eng
189. Gabriel Éon
190. Marcel Étévé
191. Marcel Fabre
192. Georges Farcigny
193. Henry Farnsworth
194. André Fernet
195. Pere Ferres-Costa
196. Paul Feuillâtre
197. Georges Feuilloy
198. Paul Fiolle
199. Georges Fisse
200. Charles Flachaire
201. Pierre Flament
202. Jean Florence
203. Jean Fontaine-Vive
204. Charles de Fontenay
205. Étienne de Fontenay
206. Maurice Foulon
207. Joseph Foussenq
208. Jean de Foville
209. Maxime François-Poncet
210. Gabriel-Tristan Franconi
211. André du Fresnois
212. Robert de Fréville
213. Jacques Froissart
214. Alfred Gabourdès
215. Emmanuel Gallian
216. José García Calderón (en)
217. Amédée Garnier
218. Raymond Gaucher
219. Léon Gauthier-Ferrières
220. Robert Gauthiot
221. Philippe Gautier
222. Félix Gazier
223. Louis Geandreau
224. Edmond Genet
225. Henri-Émile Genêt
226. Gustave Genevoix
227. Anatole Georgin
228. Marcel Géraud
229. Louis Géry
230. Élie Gevin
231. Auguste Gien
232. Gonzague Gignoux
233. Léon Gignoux
234. Pierre Gilbert
235. Pierre Ginisty
236. Gilbert de Gironde
237. Marcel Godet
238. André Godin
239. Philippe Gonnard
240. Henri Gonnet
241. Jean Gonnet
242. Henri Gounelle
243. Louis de Grandmaison
244. Albert-Paul Granier
245. Louis Granier
246. Gaston Gravier
247. Joseph Gravier
248. Henri-Charles Grégoire
249. Clovis Grimbert
250. J. Raymond Guasco
251. Édouard Guerber
252. Amédée Guiard
253. Léon Guillot
254. Lucien Gumpel
255. André d'Harmenon
256. Fernand d'Harmenon
257. Jean Hatier
258. Georges Haumont
259. Émile Hayem
260. Jules Hedeman
261. Émile Hennequin
262. Marcel-Louis Hennequin
263. Fernand Hoff
264. Albert Hombek
265. Marcel Houin
266. Auguste-Victor-Marie Hourcade
267. Joseph Hudault
268. Robert d'Humières
269. Robert Ibels
270. Léon Israël
271. Henri-Paul d'Ivoi
272. Jules Jeanbernat Barthélémy de Ferrari Doria
273. Joseph de Joannis-Pagan
274. Jules-Gérard Jordens
275. Alfred Joubaire
276. Pierre Jourdan
277. Raymond Jubert
278. Jean Keller
279. Russel Kelly
280. Joyce Kilmer
281. Jean Klingebiel
282. Charles Kloster
283. Louis Kremer
284. Alfred de la Barre de Nanteuil
285. Dominique la Bonnardière
286. Jean Lachasse
287. Louis Laffitte
288. François Lafond
289. Jean Lagardère
290. Henri Lagrange
291. Ernest Laguille
292. René Lancon
293. François Landes
294. Maurice Langlade
295. Elysée Lanoue
296. Fernand Lapertot
297. François de Lartigue
298. Louis de la Salle
299. Guy Lassausaie
300. Georges-Amboise Latapie
301. Léo Latil
302. René Latouche
303. Léopold Laurens
304. François Laurentie
305. Louis Lautrey
306. Jean de La Ville de Mirmont
307. Jacques Lavoine
308. Jos Le Bras
309. Oswald de Leché
310. Lucien Lécureux
311. Hubert Lefèbvre
312. Maxence Legrand
313. Jean Lejeaux
314. Robert Le Marchand
315. Louis Lemas
316. Eugène-Emmanuel Lemercier
317. Louis le Moal
318. Jean-Augustin Léonetou
319. Yves Le Rouge de Guerdavid (1892-1917)
320. Gabriel Leroux
321. Jules Leroux
322. Jean Le Roy
323. Pierre Leroy-Beaulieu
324. Émile Le Senne
325. Pierre de Lestang
326. Georges Letervanic
327. Jean Lévêque
328. Georges Lévy
329. Marcel Libotte
330. Paul Lintier
331. Jean Loew
332. Jean l'Olagne
333. Guy de Lombardon
334. Pierre Long
335. Joseph Lotte
336. Raoul Gervais Lufbery
337. Maurice Luthard
338. James-Roger Mac Connell
339. Albéric Magnard
340. Louis Mairet
341. Alphonse Mairey
342. Albert Malet
343. Henri de Malleray
344. Gérard Mallet
345. Gaston Marcellin
346. Robert Marchal
347. Jean-François Marichal
348. Lucien Marié
349. Joseph de Marliave
350. Léonce Marraud
351. Jean Martin
352. Jean Maspero
353. Auguste Massacrier
354. Justin Massé
355. Jean Masset
356. Pierre-Maurice Masson
357. Georges Mathieu
358. Maurice Maurel
359. Georges Maurice
360. André Maux
361. Alfred Méjan
362. César Méléra
363. Louis Ménagé
364. Anatole Méplain
365. Théodore Mercadier
366. Georges Mercié
367. Jacques Mercier
368. Joachim Merlant
369. Albert Michot
370. Lucien Mieille
371. Édouard Minart
372. Charles Miquignon
373. Henri Mirville
374. Charles Mokel
375. Fernand Moncaut-Larroude
376. Raoul Monier
377. Léon de Montesquiou
378. Georges More
379. Pierre Moride
380. André Morize-Delarue
381. Paul de Mougins-Roquefort
382. Charles-Paul-Émile Muller
383. Jacques Nayral
384. Marcel Nenot
385. Albert Nicoleau
386. Eugène Nolent
387. Émile Nolly
388. Florent Olivier
389. Alexis Paccard
390. Félix de Pachtère
391. Stéphan Pad
392. Georges Pancol
393. Marcel Paoli
394. Maurice Patin
395. Paul Pavelka
396. Charles Péguy
397. Louis Pergaud
398. René Peringuey
399. Roger Perréoux
400. Louis Perret
401. Maurice Perrette
402. Charles Perrot
403. Paul Person
404. Lucien Petitpoisson
405. Eugène Pic
406. Gabriel Pierre-Martin
407. Jacques Pigelet
408. Raoul de Pigghetti de Rivasso
409. Hippolyte Pissard
410. François Pouzol
411. Joseph de Pradel de Lamaze
412. Norman Prince
413. Robert-Étienne Prunier
414. Ernest Psichari
415. André Puget
416. Pierre Quentin-Bauchart
417. Jacques Rambaud
418. Philippe Régnier
419. Adolphe Reinach
420. Raphael-Edgard Retaud
421. Jean Reutlinger
422. Pierre Rey
423. Philippe Reynier
424. Eugène Rhullier
425. Robert Ribès-Méry
426. Michel Riboud des Avinières
427. Jean de Ricault d'Héricault
428. Lionel des Rieux
429. Antoine Rigaud
430. Paul Rioux
431. Paul de Ritter
432. Jean Rival
433. Kiffin Yates Rockwell
434. Pierre Roger
435. Léon Roger-Marx
436. Charles Roguet
437. L. Rollier
438. Lucien Rolmer
439. Edmond Rottach
440. Henry du Roure
441. Jean-Marie-Joseph-Oudart de Roussel de Preville
442. Pierre Rousselot
443. Sylvain Roye
444. Pierre de Rozières
445. André Ruplinger
446. Gaston de Ruyter
447. Georges Sabiron
448. Louis Sailhan
449. Maurice de Saint-Jean Lentilhac
450. Robert de Saint-Just
451. Thomas de Saint-Laurent
452. Louis Salaün
453. Raymond Sambor
454. Maurice Sautai
455. Léonide Sazerac de Forge
456. Jacques Schnerb
457. Alan Seeger
458. Charles Simon
459. Paul Simon
460. Luc Somerhausen
461. André Souquières
462. Jean Stirn
463. René Sturel
464. Gabriel Suchet
465. Raymond Tabournel
466. Marcel Tautain
467. René Tautain
468. Ludovic Tavan
469. Georges Thellier de Poncheville
470. Albert Thierry
471. Robert Thiriet
472. Paul-Marie Thomas
473. René Thorel
474. Robert Thurin
475. Michel Della Torre
476. Marius Touron
477. Marcel Toussaint-Collignon
478. Georges Treffel
479. Carlo Tristan
480. Bernard-Freeman Trotter
481. Charles Troufleau
482. Noël Trouvé
483. André Umbricht
484. Jean d'Ussel
485. Georges Valat
486. Gustave Valmont
487. Yves-Augustin-Hilaire de Veillecheze de la Mardière
488. Ernest Véran
489. Paul Verlet
490. Paul Vial
491. Joseph Vidal de la Blache
492. Josep Vidal I Sarda
493. Paul Vignon
494. René Villepigue
495. Antoine Villermin
496. Henri Vimard
497. Roger Vincent
498. Camille Violand
499. Gabriel-Octave de Vitrolles
500. Joost van Vollenhoven
501. Gaston Vollet
502. Léon Vouaux
503. Florimond Wagon
504. Kenneth Weeks
505. Georges Weil
506. Antoine Yvan

### Écrivains morts pendant la guerre de1939-1945
Dans la nef, sur une plaque au sol est écrit :
ICI SONT ENFERMÉS

LES HOMMAGES RENDUS

LE 2 juillet 1949

AUX ÉCRIVAINS

MORTS POUR LA FRANCE

PENDANT LA GUERRE 1939-1945
Deux panneaux portent le nom de 199 écrivains morts durant le conflit 1939-1945. Ils distinguent les écrivains morts au champ d'honneur (36), ceux morts pour la France (157) de ceux morts sous les drapeaux (6).

#### Écrivains morts au champ d'honneur
1. Jean Baudinet
2. Georges Bonnefoy
3. Jean Bonnefoy
4. Jean Buchelli
5. Wladimir Bylinine
6. François Dallet
7. André Déléage
8. Louis-Paul Deschanel
9. Émile Dessaint de Ribecourt
10. Jean-Claude Diamant-Berger
11. Charles Galland
12. René Gosse
13. Félix Grat
14. Jacques Guierre
15. Charles Hainchelin
16. Maurice Jaubert
17. André Jullien du Breuil
18. Raymond-Raoul Lambert
19. La Rochassière[3]
20. Charles Le Cœur
21. Jacques Lion
22. Jean-Berthold Mahn
23. Gilbert Maroger
24. Serge Meyer
25. Jacques Monod
26. Paul Nizan
27. Alain Pascalidis
28. Émile Pillias
29. Stéphane Piobetta
30. Jean Simonpoli
31. Jean Prévost
32. Jean Razac
33. Jean Rime
34. Antoine de Saint-Exupéry
35. Marcel-Jean Torris
36. Jean Venturini
37. Charles Wolff

#### Écrivains morts pour la France
1. Berty Albrecht
2. Erich Aliatini
3. Jacques Ancel
4. Marguerite Aron
5. André Arnyvelde
6. Jacques Arthuys
7. Georges Ascoli
8. Georges Aymes
9. Victor Basch
10. Claude Berly
11. René Bierre
12. Robert Blasche
13. Camille Blaisot
14. Marc Bloch
15. René Blum
16. Raoul Boggio
17. Élie-Joseph Bois
18. Maurice Bourdet
19. Diego Brosset
20. Pierre Brossolette
21. Georges Bruhat
22. Raymond Burgard
23. Claude Burgod
24. Michel Cabos
25. Jacques-Gabriel Cahen
26. Lucien Carron
27. Louis Cartan
28. Georges Cavailhes
29. Albert Chabanon
30. Alfred Chabaud
31. Jean Chemat
32. André Chennevière
33. Édouard Chennevière
34. Denise Clairouin
35. Paul Collomp
36. Manon Cormier
37. Dominique Corticchiato
38. Guy-Robert du Costal
39. Pierre Créange
40. Benjamin Crémieux
41. Robert Cru
42. François Cuzin
43. Jean Dalem
44. Georges Daumas
45. Jacques Decour
46. Louis Delaporte
47. Jean Desbordes
48. Robert Desnos
49. Luc Dietrich
50. Victor Dillard
51. Jean Dorsenne
52. Georges Dudach
53. Rémy Dumoncel
54. Amédée Dunois
55. Georges Duret (chanoine)
56. Maurice Favier
57. Valentin Feldman
58. Bernard Ferrand (abbé)
59. Michel Feyel
60. Emeric Fiser
61. Benjamin Fondane
62. Jean Fraysse
63. Jean de Frotté
64. Henri Gaffré
65. Suzanne Gaffré
66. André Gain
67. Pierre Gardinier
68. Etienne Giran
69. Jean Gosset
70. Olga Goutwein
71. Paul Granier de Cassagnac
72. Lucien Graux
73. Jacques Grou-Radenez
74. Bertrand Gruegan
75. Nanine Gruner
76. Joseph Hackin
77. Maurice Halbwachs
78. Fernand Holweck
79. Hélène Humbert-Laroche
80. Roger Issanchou
81. Emmanuel Jacob
82. Max Jacob
83. Jean Jausion
84. Adolphe Javal
85. Hubert de Lagarde
86. Dom Lambert (révérend père)
87. Maurice Langlois
88. Guy de Larigaudie
89. Jacques Laurent
90. Albert Lautman
91. Théodore Lefebvre
92. Lucien Legros
93. Odette Lenoël
94. Émile Léonard
95. René Lepape
96. Marcel Leroy
97. Jean Leune
98. Joseph Levy-Valensi
99. Anatole Lewitzki
100. René Leynaud
101. René Lisbonne
102. Mathias-Enoch Lubeck
103. Pierre Macaire
104. Maurice Magendie
105. Georges Mandel
106. Louis Mandin
107. Jean-Léger Marcel
108. Georges Martin
109. Jean Martin
110. Marietta Martin
111. Albert Marx
112. Henri Maspero
113. Didier Mauprey
114. Médéric
115. Régis Messac
116. Annie de Montfort
117. Yves de Montcheuil (révérend père)
118. Alain-Raou Mossé
119. Raymond Naves
120. Irène Némirovsky
121. Robert Pelletier
122. Gabriel Péri
123. Alfred Péron
124. Paul Petit
125. Georges Politzer
126. Jean Pontacq (Fernand Pistor)
127. Roger Radisson
128. Jacques Robillot
129. Jean Rochon
130. Philippe Roques
131. Yann Roullet (le pasteur)
132. André Roure
133. Saint-Pol-Roux
134. Rolland-Simon
135. Gaston Saint-Roumas
136. Lucien Sampaix
137. Hubert Schwab (Hubert Gildas)
138. Maurice Sergine
139. Jacques Solomon
140. Charles Steber
141. Gustave-Louis Tautain
142. Maurice Tétine
143. François de Tessan
144. Ernest Thier
145. Jean-Lucien Thuillier
146. Émilie Tillion
147. Jean-Toussaint Samat
148. Jean-Germain Tricot
149. Pierre Unik
150. Georges Valois
151. Jean Vaudal
152. François Vernet
153. Léonce Vieljeux
154. Boris Vildé
155. Georges Weill
156. Jean Wurmser
157. Marie-Hélène Wuilleumier
158. Jean Zay

#### Écrivains morts sous les drapeaux
1. Alfred Descrochers
2. Désiré Ferry
3. Jean-Joseph Frappa
4. Jean Marchadier d'Estray
5. Gaston Pastre
6. Pierre Roland-Marcel

## Citation sur les murs

### Dans la nef

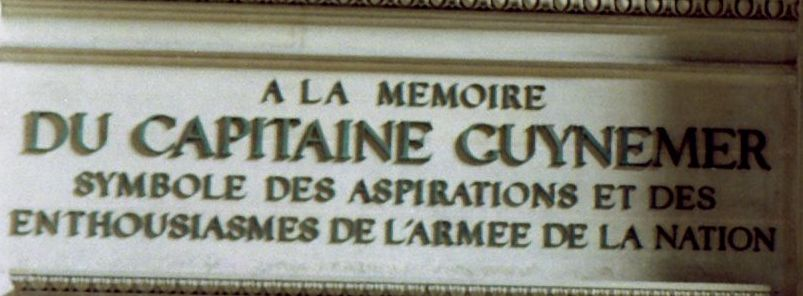
Capitaine Guynemer
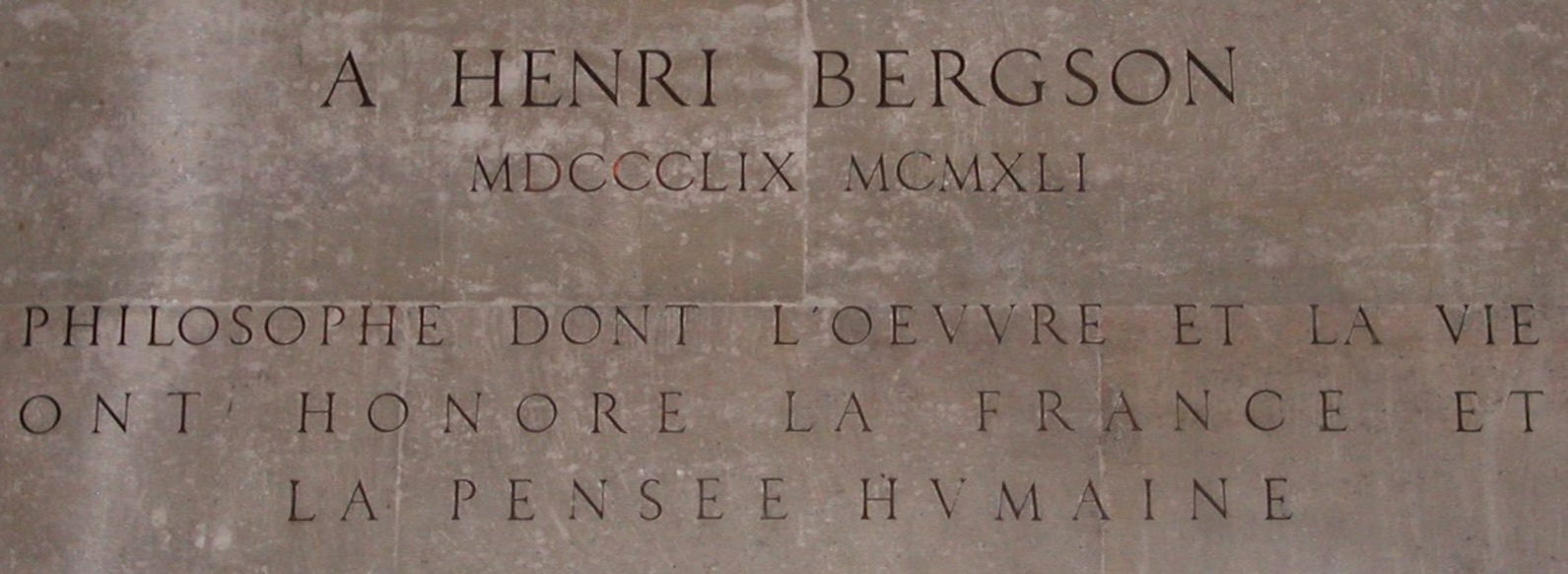
Henri Bergson
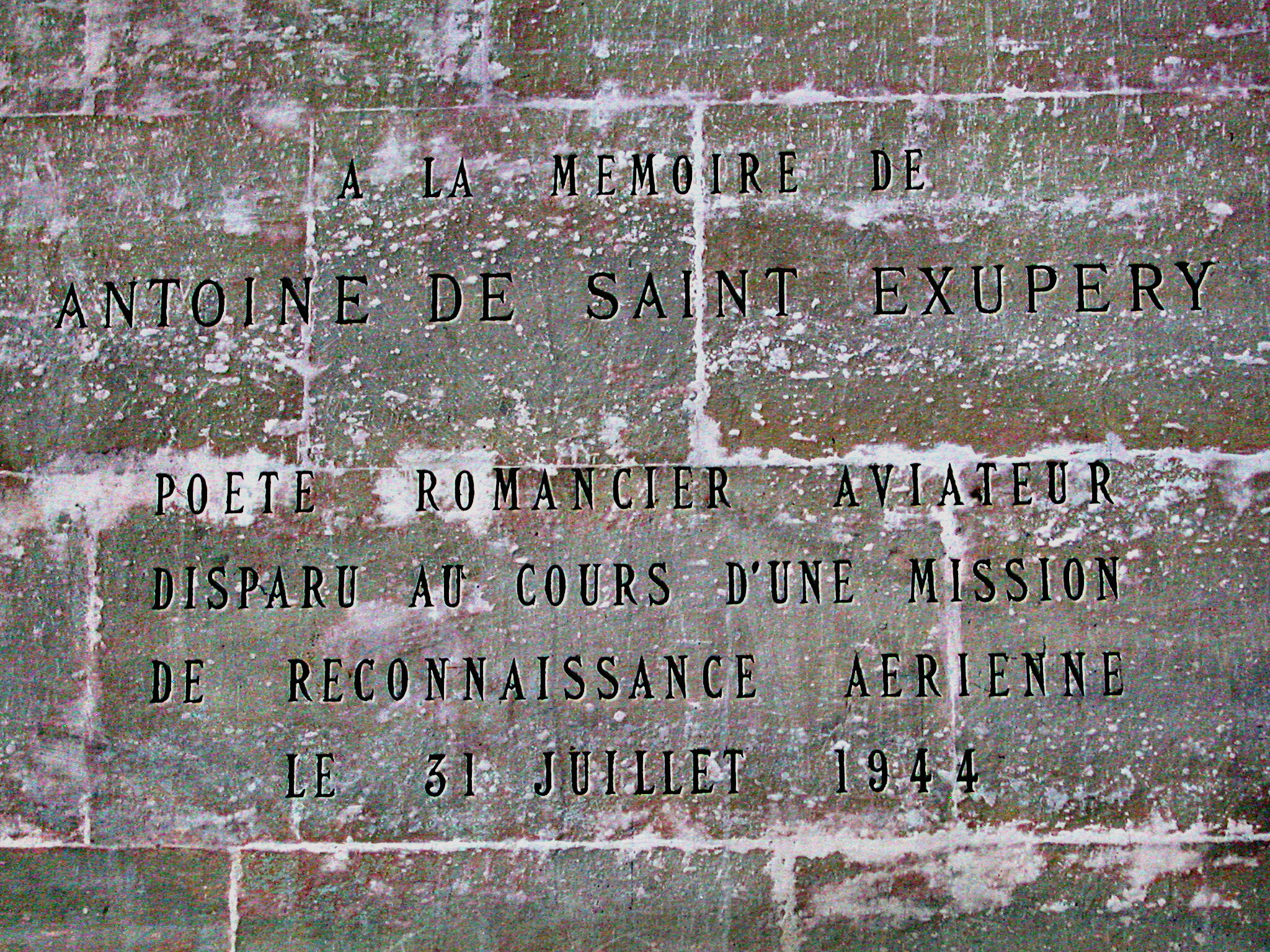
Antoine de Saint-Exupéry
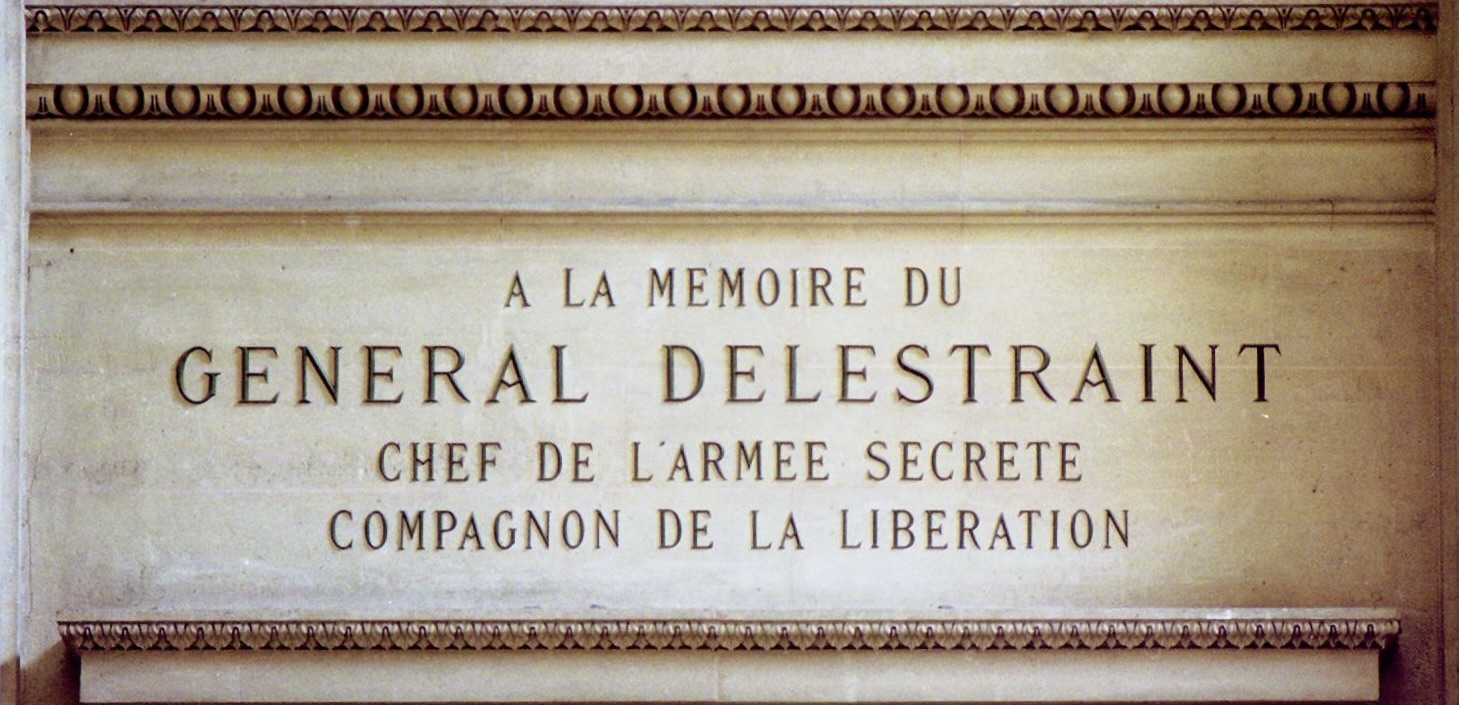
Général Delestraint[Note 1]

### Dans la crypte

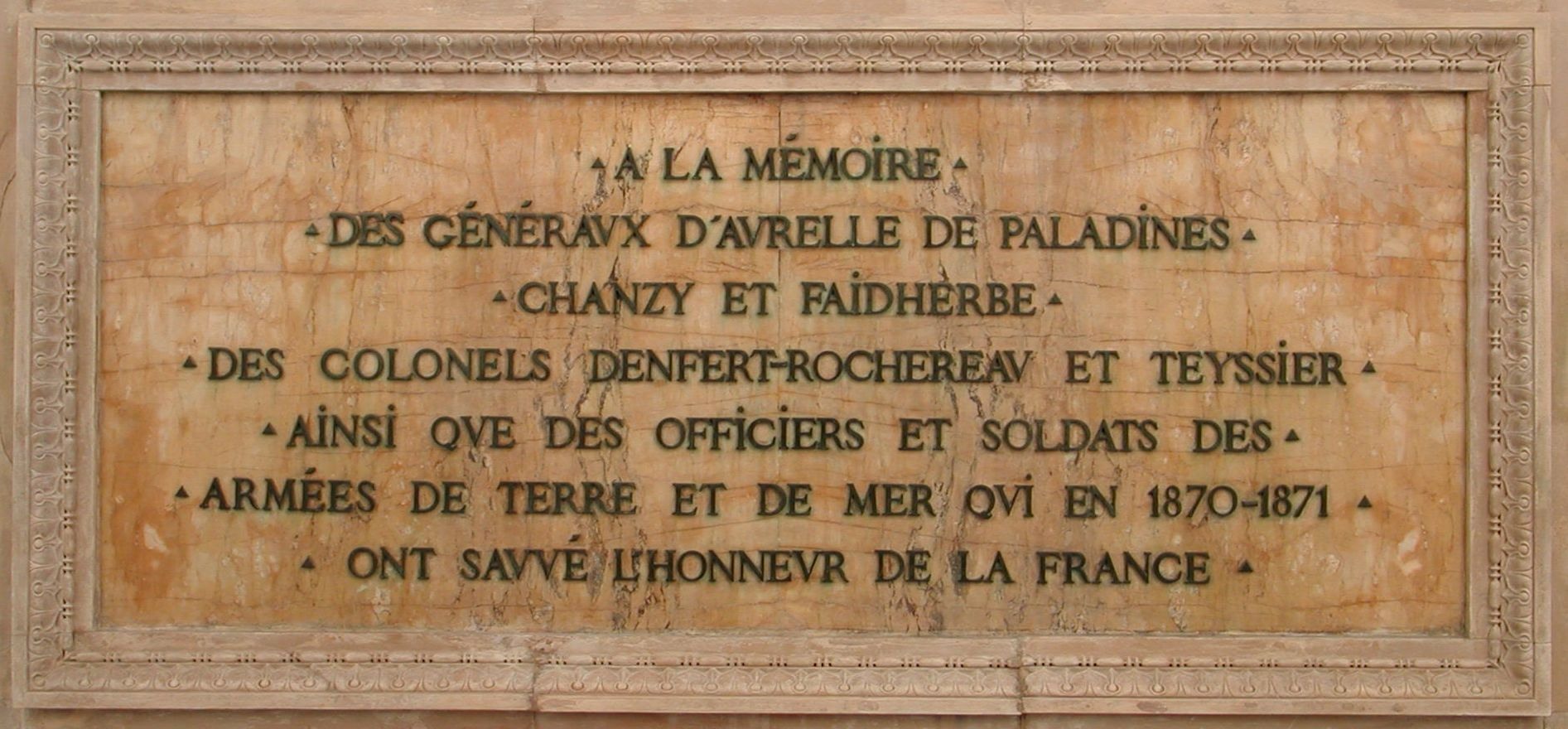
Généraux d'Aurelle de Paladines, Chanzy et Faidherbe, colonels Denfert-Rochereau et Teyssier (pour la guerre de 1870)
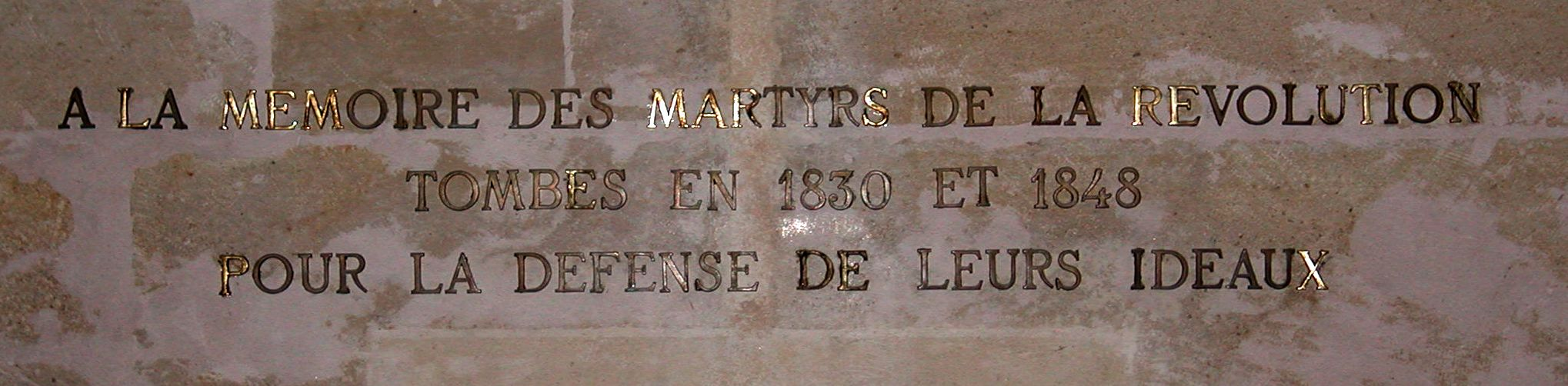
Martyrs de la révolution de 1830 et de la révolution de 1848
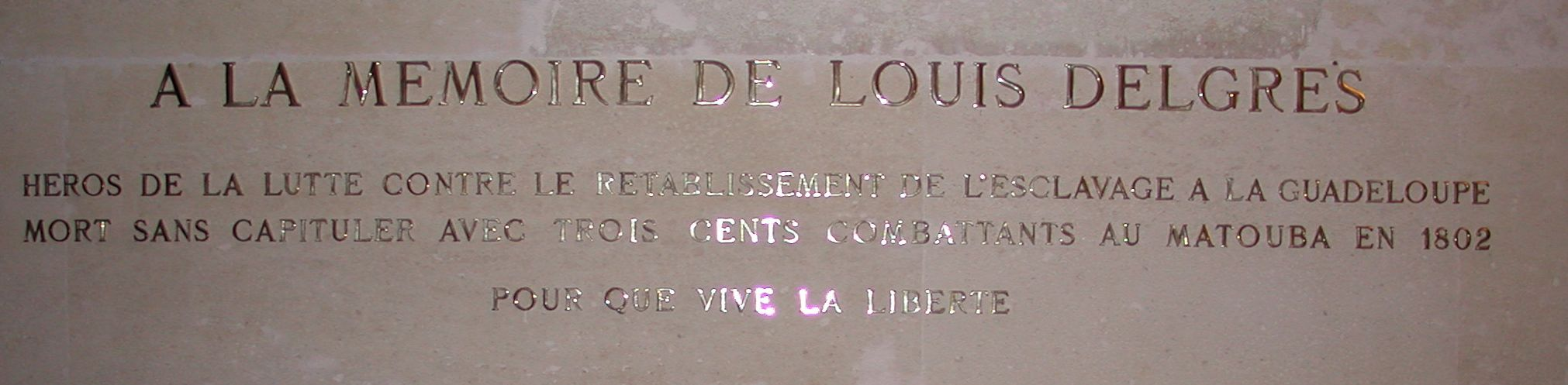
Louis Delgrès
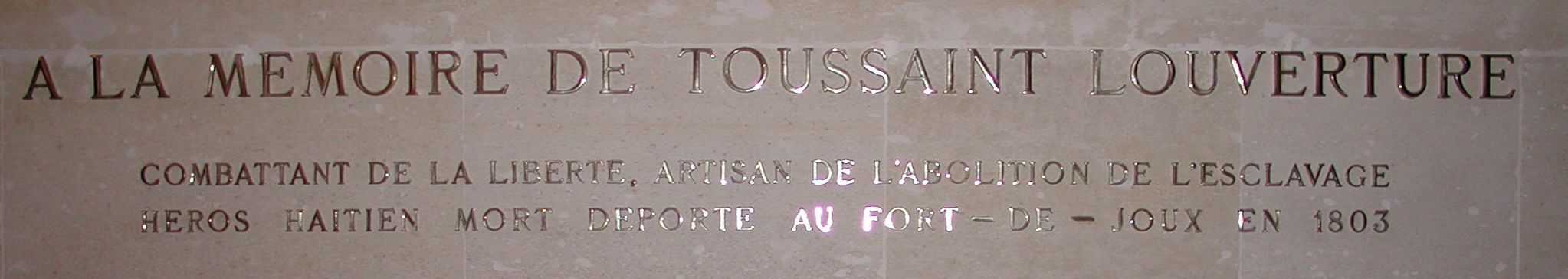
Toussaint Louverture
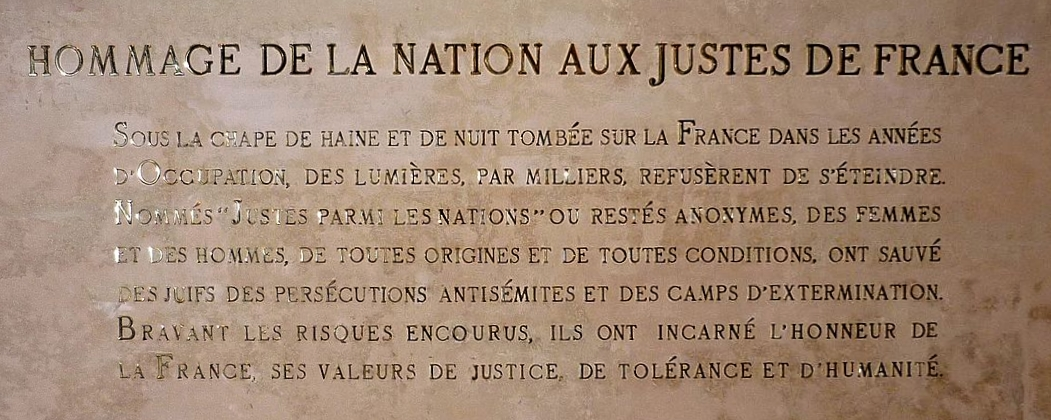
Justes de France
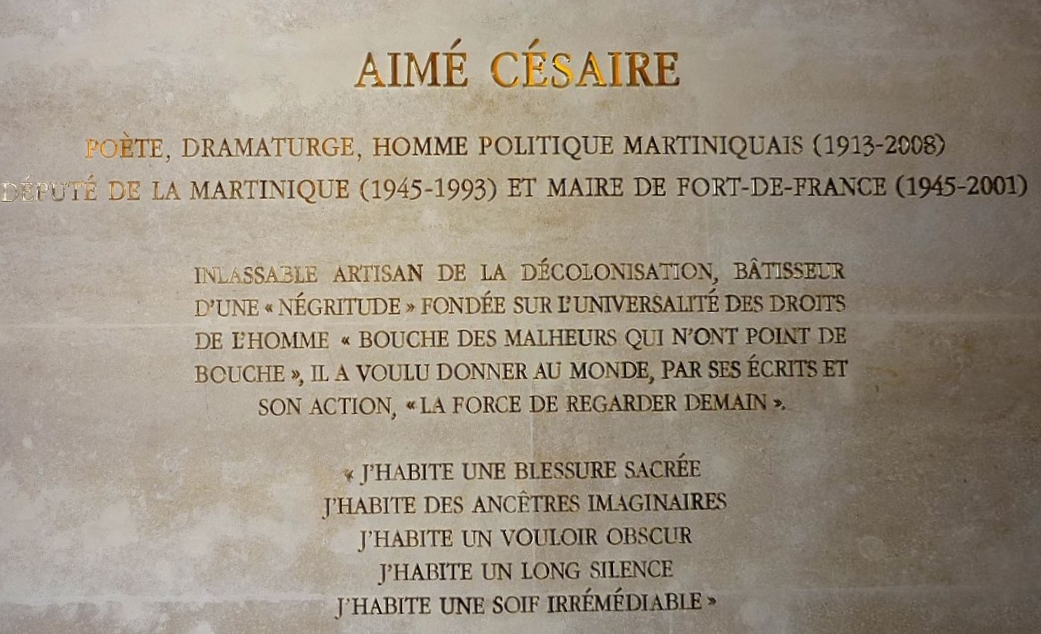
Aimé Césaire

Liste des membres du groupe Manouchian exécutés
La liste suivante des 23 membres du « groupe Manouchian » exécutés par les Allemands signale par la mention (AR) les dix membres que les Allemands ont fait figurer sur l'Affiche rouge. 
Le nom des 23 est gravé sur la plaque de la crypte et cité avec la mention « Mort pour la France » lors de l'entrée de Missak et Mélinée Manouchian au Panthéon le 21 février 2024.

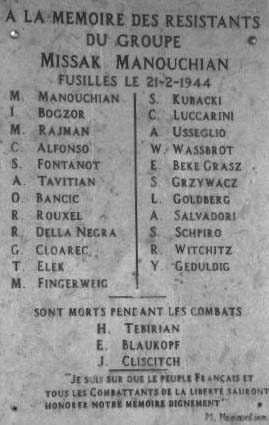
Mémorial de l'Affiche rouge à Valence.

- Celestino Alfonso (AR), Espagnol, 27 ans
- Olga Bancic, Roumaine, 32 ans, seule femme du groupe, elle n'est pas fusillée mais décapitée en Allemagne le 10 mai 1944
- Joseph Boczov [József Boczor; Wolff Ferenc] (AR), Hongrois, 38 ans - Ingénieur chimiste
- Georges Cloarec, Français, 20 ans
- Rino Della Negra, Italien, 19 ans
- Thomas Elek [Elek Tamás] (AR), Hongrois, 18 ans - Étudiant
- Joseph Epstein, polonais, 32 ans, il est le supérieur de Missak Manouchian ; arrêté avec lui il est fusillé au Mont-Valérien le 11 avril 1944
- Maurice Fingercwajg (AR), Polonais, 19 ans
- Spartaco Fontanot (AR), Italien, 22 ans
- Jonas Geduldig, Polonais, 26 ans
- Emeric Glasz [Békés (Glass) Imre], Hongrois, 42 ans - Ouvrier métallurgiste
- Léon Goldberg, Polonais, 19 ans
- Szlama Grzywacz (AR), Polonais, 34 ans
- Stanislas Kubacki, Polonais, 36 ans, interné à Fresnes un an auparavant, bien que fusillé avec eux il n'appartient pas au « Groupe Manouchian »
- Cesare Luccarini, Italien, 22 ans
- Missak Manouchian (AR), Arménien, 37 ans
- Arpen Tavitian, Arménien, 44 ans
- Marcel Rajman (AR), Polonais, 21 ans
- Roger Rouxel, Français, 18 ans
- Antoine Salvadori, Italien, 24 ans
- Willy Schapiro, Polonais, 29 ans
- Amedeo Usseglio, Italien, 32 ans
- Wolf Wajsbrot (AR), Polonais, 18 ans
- Robert Witchitz (AR), Français, 19 ans